# 3621 Curtis
3621 Curtis (1981 SQ1) là một tiểu hành tinh vành đai chính được phát hiện ngày 16 tháng 9 năm 1981 bởi Thomas, N. G. ở Flagstaff (AM).